# La Roche-sur-Foron
Roche-sur-Foron – miejscowość i gmina we Francji, w regionie Owernia-Rodan-Alpy, w departamencie Górna Sabaudia.
Według danych na rok 1990 gminę zamieszkiwało 7116 osób, a gęstość zaludnienia wynosiła 397 osób/km² (wśród 2880 gmin regionu Rodan-Alpy Roche-sur-Foron plasuje się na 111. miejscu pod względem liczby ludności, natomiast pod względem powierzchni na miejscu 604.).
30 marca 1958 r. w La Roche-sur-Foro zmarł Alfred Antoni hr. Potocki.

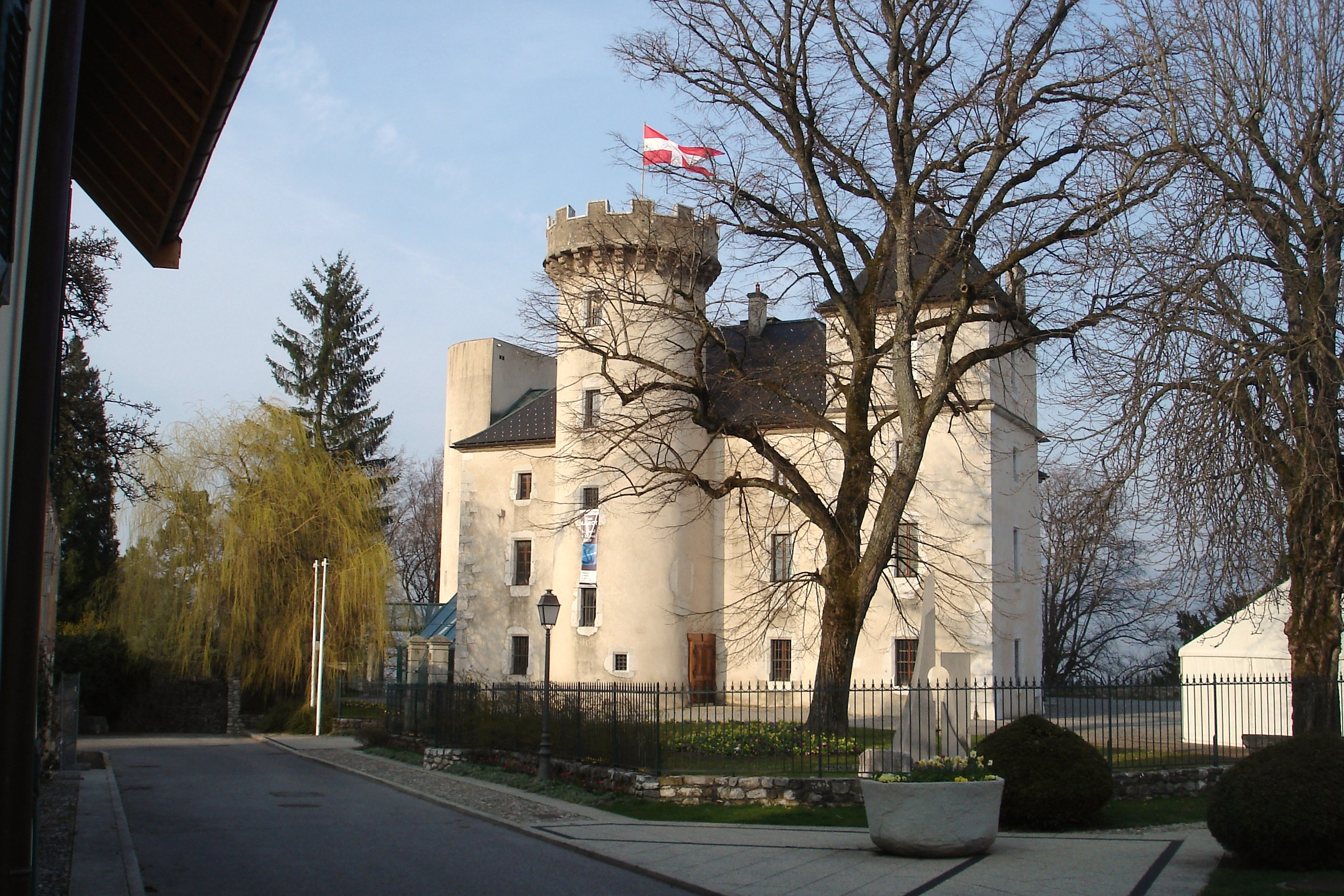
Zamek (2009)

## Populacja

Populacja Roche-sur-Foron w latach 1962-2008